# Salobrar de Campos

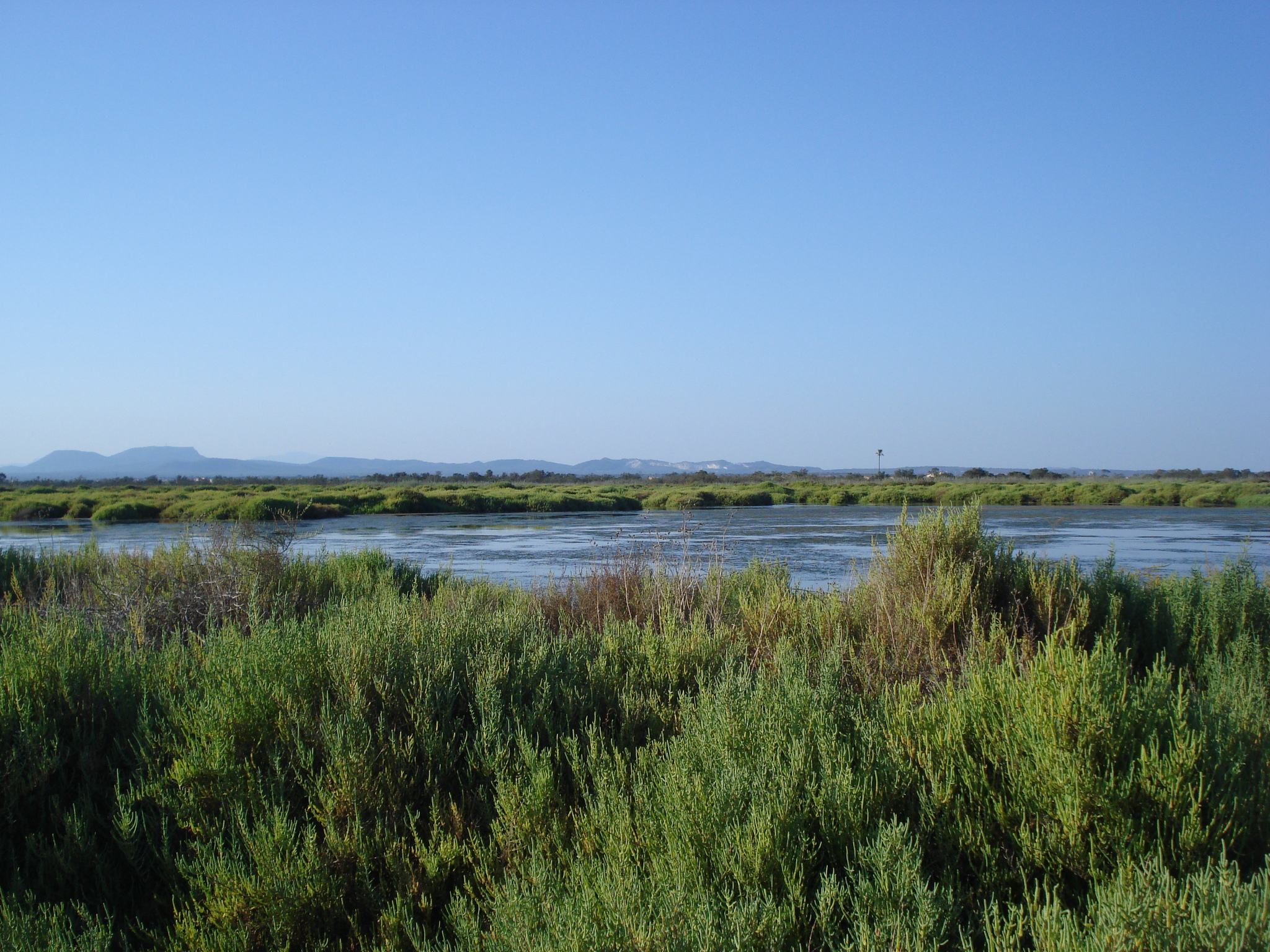
Es Salobrar de Campos

El Salobrar de Campos, situado en el municipio español de Campos, en las Islas Baleares, es un conjunto de estanques artificiales dedicados a la extracción de sal, aunque también comprende áreas inundables de forma natural. Las principales aportaciones de agua en el salobrar son marismas pero también recibe el caudal del torrente de Son Catlar y del torrente de Son Xorc. El Salobrar de Campos es la segunda mayor zona húmeda de Mallorca en extensión, después de la Albufera.